# 클래런스 윌슨
클래런스 윌슨(Clarence Wilson, 1876년 11월 17일 ~ 1941년 10월 5일)은 미국의 배우이다.

## 영화
- 멜로디 랜치 (1940년)
- 뜨거운 것이 좋아 (1939년)
- 이스트 사이드 오브 헤븐 (1939년)
- 링컨 (1939년)
- 프랑켄슈타인 3 - 프랑켄슈타인의 아들 (1939년)
- 모호크족의 북소리 (1939년)
- 리틀 미스 브로드웨이 (1938년)
- 대뉴욕 (1938년)
- 우리 집의 낙원 (1938년) - 존 블레이크리 역
- 메이타임 (1937년)
- 시카고 (1937년)
- 아이 드림 투 머치 (1935년)
- 헐리우드 파티 (1934년)
- 레몬 드롭 키드 (1934년)
- 비바 빌라! (1934년)
- 몬테 크리스토 백작 (1934년)
- 슬픔은 그대 가슴에 (1934년)
- 걸 인 419 (1933년)
- 로마 스캔달 (1933년)
- 첫 항해 (1933년)
- 쥬얼 라버리 (1932년)
- 래스퓨틴 앤 더 엠프리스 (1932년)
- 러브 미 투나잇 (1932년)
- 허 매제스티, 러브 (1931년)
- 플레잉 하이 (1931년)
- 특종 기사 (1931년)
- 러브 인 더 러프 (1930년)
- 어 걸 인 에브리 포트 (1928년)